# Три женщины в церкви
«Три женщины в церкви» (нем. Drei Frauen in der Kirche) — картина в стиле реализма немецкого художника Вильгельма Лейбля, написана в 1878—1882 годах и представляет собой живопись маслом на холсте размером 113×77 см. В настоящее время хранится в Кунстхалле в Гамбурге.
На полотне изображены три крестьянки разного возраста из окрестностей Мисбаха, о чём свидетельствует их одежда. Они сидят на скамье в церкви, молятся и читают. Образцом для картины послужил интерьер церкви Святого Креста в Берблинге, в районе Бад-Айблинга. Автор выбрал моделей из местных крестьянок, которые позировали ему в течение трёх лет. Анна Штабер (та, что сидит справа) и Мария Бухнер (сидит посередине) были родом из Берблинга. Женщина, молящаяся слева, Мария Фогль, урождённая Тумин, была родом из Митрахинга, недалеко от Бад-Айблинга. Молодая горничная Анна Штабер согласилась позировать художнику потому, что была больна и не могла работать. Вскоре после начала работы над картиной, в 1878 году, скончался пастор, разрешивший живописцу трудиться в храме. Его преемник потребовал прекратить использовать храм в качестве мастерской. Ситуация разрешилась после вмешательства Луитпольда Баварского.
Композиция и реалистичное изображение на полотне оказали большое впечатление на современников, включая Винсента Ван Гога, который выразил признание её автору. В письме к матери от 26 октября 1878 года Вильгельм Лейбль оценил свою работу следующим образом:
«Сейчас я рисую девушку и двух старух, которые готовятся к исповеди и истово молятся. Каждая одета в мисбахский костюм, которые очень хорошо на них смотрятся, особенно на девушке. Я не помню, чтобы кто-нибудь писал таких людей. То, как я трудился над этой картиной, стоило мне больших усилий, но, по словам тех, кто видел её, она является лучшим из всего, написанного мною ранее».
В 1882 году полотно было выставлено на Первой международной художественной выставке в Кюнстлерхаусе в Вене. Критик Герман Бар назвал полотно «настоящим шедевром трезвого, энергичного сверхреализма».
Художник продал картину в 1883 году семье Шон в Вормсе за 40 000 марок. В 1884 году она выставлялась в Вене, Париже и Лондоне. В Гамбургском кунстхалле с 1906 года. Скамейки в стиле рококо и копия полотна до сих пор находятся в церкви.